# Jean-Joseph Cohen
Pour les articles homonymes, voir Cohen et Joseph Cohen (homonymie).
Jean-Joseph Cohen, né le 24 décembre 1929 à Paris et mort le 4 août 2007 au Maroc, est un journaliste et patron de presse français.

## Biographie
Jean-Joseph Cohen est élevé dans une famille israélite dont le père est agent maritime. Après des études secondaires au Lycée Lyautey de Casablanca et au Lycée Michelet de Vanves, il entre à la Faculté de médecine de Paris où il milite au Rassemblement démocratique révolutionnaire (RDR). Fidèle soutien de France Observateur, il adhère dès leur fondation au Centre d’action des Gauches Indépendantes (1953), à l’UGS (1957) et au PSU (1960).
Interne des Hôpitaux de Paris en 1958, sa spécialité de gynécologue accoucheur le conduit à s'engager pour le développement de la contraception, des méthodes d'avortement puis de procréation médicalement assistée. Il est ainsi membre fondateur du Planning familial, puis son vice-président, président de la Société française de gynécologie, de la Société française d'étude de la fertilité, du Groupe d'étude de la FIV en France et de la Société européenne de la reproduction humaine.
En 1963, sa sensibilité de gauche sur ces questions là comme sur d’autres de nature plus générale l’amène à soutenir ses amis de France Observateur alors confrontés à difficultés financières. Il accepte ainsi la présidence de l’Association des Amis de L’Observateur, société dotée d’un capital de 150 000 francs (répartis en actions acquises par des souscripteurs) et chargée d’alléger le poids de sa dette et de renforcer les liens avec le lectorat. La même année, il devient chef d’une clinique gynécologique et attaché de faculté tout en installant son cabinet gynécologique à Paris.
En 1965, il entre au Conseil d'Administration du Nouvel Observateur. Directeur de la revue Contraception-Fertilité-Sexualité à partir de 1968, il prend la direction de la clinique Marignon à partir de 1969. En 1978, il est chargé d’enseignement aux facultés de médecine du Val-de-Marne et de Paris VI. L’année suivante, il prend la tête de Gyn-Obs. Il milite pour la légalisation de l'euthanasie.